# Unione Sportiva Vigor Fucecchio 1948-1949
Questa voce raccoglie le informazioni riguardanti l 'Unione Sportiva Vigor Fucecchio nelle competizioni ufficiali della stagione 1948-1949.

## Rosa
| N. |                   | Ruolo | Calciatore      |
| -- | ----------------- | ----- | --------------- |
|    | Italia (bandiera) | D     | P. Cavalieri    |
|    | Italia (bandiera) | A     | M. Cicalini     |
|    | Italia (bandiera) | C     | R. Del Gronchio |
|    | Italia (bandiera) | C     | A. Franceschi   |
|    | Italia (bandiera) | A     | E. Frassi       |
|    | Italia (bandiera) | C     | U. Galli        |
|    | Italia (bandiera) | A     | A. Malfotti     |

| N. |                   | Ruolo | Calciatore    |
| -- | ----------------- | ----- | ------------- |
|    | Italia (bandiera) | A     | D. Moriani    |
|    | Italia (bandiera) | A     | R. Pieraccini |
|    | Italia (bandiera) | P     | S. Pratelli   |
|    | Italia (bandiera) | A     | D. Rizzato    |
|    | Italia (bandiera) | D     | V. Salani     |
|    | Italia (bandiera) | C     | R. Turchi     |
|    | Italia (bandiera) | P     | G. Vallesi    |